# Engelchen - oder die Jungfrau von Bamberg
Engelchen - oder die Jungfrau von Bamberg is een Duitse film uit 1967 onder regie van Marran Gosov, met in de hoofdrol Gila von Weitershausen. Andere rollen werden gespeeld door Uli Koch, Hans Clarin en Gudrun Vöge. 

## Verhaal
Von Weitershausen speelde de 19-jarige Katja uit Bamberg, die naar München afreist om haar maagdelijkheid te verliezen. Ze stort zich in het nachtleven van Schwabing, waar ze in een gedeeld appartement verblijft met socialites, waaronder een vermeende aristocraat. Ze doet alsof ze net terug is van een opdracht als fotomodel in Rome en het komende semester wil gaan studeren. Haar huisgenoten, geen voorstanders van vrije liefde, kunnen er slecht mee omgaan dat ze met een maagd te maken hebben en raken in de war. Katja poogt haar doel te bereiken door de mannen tegen elkaar uit te spelen.

## Achtergrond
Met deze film kreeg Gila von Weitershausen de kans om naam te maken nadat de oorspronkelijke actrice die Katja zou spelen, Sabine Sinjen, zich ziek had gemeld. Von Weitershausen verscheen hierna in andere films in het Schwabing-filmgenre, dat in opkomst was, en werd beschouwd als een exponent van de seksuele revolutie. Deze luchtige zedenschets was de eerste in een serie onder regie van Marran Gosov, en werd opgevolgd door het nog succesvollere Zuckerbrot und Peitsche.